# Leptopelis occidentalis
Leptopelis occidentalis és una espècie de granota de la família dels hiperòlids que viu a Costa d'Ivori, Ghana, Libèria i, possiblement també, a Nigèria.
Està amenaçada d'extinció per la pèrdua del seu hàbitat natural.